# Системное программное обеспечение PlayStation Portable
Системное программное обеспечение PlayStation Portable — это официальная обновляемая прошивка для PlayStation Portable. Обновления добавляют новые возможности и вносят исправления в безопасность для предотвращения запуска программ без цифровой подписи. Обновление прошивки включает в себя изменения, внесённые предыдущими обновлениями, и оно может быть получено четырьмя различными путями:
- Загрузка напрямую на PSP с помощью Wi-Fi. Это можно сделать выбрав в меню «Настройки» пункт «Сетевое обновление».
- Загрузка с помощью ПК в PSP через USB-кабель или на Memory Stick.
- Загрузка из Интернета с помощью PlayStation 3 в PSP через USB-кабель (только в японской версии).
- Запуск с UMD. Игра может не запуститься с версией прошивки ниже, чем на диске.

Систематический выпуск обновлений прошивки добавил много различных функции, среди которых Веб-браузер, поддержка Adobe Flash Player 6, аудио и видео кодеки, поддержку различных форматов изображений, Skype, PlayStation Network, возможность подключения к PlayStation 3 для дистанционного воспроизведения видео и аудио. Для смены прошивки заряд аккумулятора должен быть не меньше 75 %, если же во время смены прошивки был вынут аккумулятор, то консоль больше не сможет работать, для восстановления работоспособности, систему придётся сдать в сервисный центр.
- Текущая версия официальной прошивки — 6.61.

## История обновлений

### Шестая версия
| Версия | Дата выхода      | Описание |
| ------ | ---------------- | --- |
| 6.61   | 15 января 2015   | - Безопасность - Усилена устойчивость системного ПО к сбоям в ходе некоторых операций. - Мелкие изменения иконок в меню. |
| 6.60   | 10 августа 2011  | - Безопасность - Усилена устойчивость системного ПО к сбоям в ходе некоторых операций. |
| 6.50   | 16 августа 2011  | Исходная прошивка для PSP-E1000. - Поддержка для PSP-E1000 модели. |
| 6.39   | 24 мая 2011      | - Безопасность - Улучшена система защиты, связанная с укреплением защиты от взлома PSP и сети PSN. - PSN - Пользователи, зарегистрировавшие свой аккаунт PSN на системе PSP, будут обязаны сменить свои пароли. - Исправлены ошибки входа в PSN на предыдущей версии системного ПО. |
| 6.39   | 29 января 2011   | Распространяется только на японском UMD с игрой Valkyria Chronicles 3 - Безопасность - Усилена устойчивость системного ПО к сбоям в ходе некоторых операций. |
| 6.38   | 12 апреля 2011   | - Безопасность - Усилена устойчивость системного ПО к сбоям в ходе некоторых операций. |
| 6.37   | 20 января 2011   | - Игра - Системное ПО будет более стабильно работать во время использования продуктов программного обеспечения формата PSP. |
| 6.36   | 1 декабря 2010   | Распространяется только на UMD с игрой Monster Hunter Portable 3rd - Игра - Системное ПО будет более стабильно работать во время использования продуктов программного обеспечения формата PSP. |
| 6.35   | 24 ноября 2010   | - Игра - Системное ПО будет более стабильно работать во время использования продуктов программного обеспечения формата PSP. - Безопасность - Закрыта уязвимость в игре Everybody’s Golf, с помощью которой можно было запускать Homebrew. |
| 6.31   | 29 июля 2010     | - Игра - Системное ПО будет более стабильно работать во время использования продуктов программного обеспечения формата PSP. - Исправлена ошибка в игре Persona 3 Portable, когда нельзя было играть после выхода из режима ожидания. |
| 6.30   | 29 июня 2010     | - Игра - Сортировка [По формату] добавлена в раздел [Сгруппируйте контент] меню параметров. - Добавлена поддержка PlayStation Plus. - Безопасность - Закрыта уязвимость в игре Patapon 2, с помощью которой можно было запускать Homebrew, а потом и HEN. |
| 6.20   | 19 ноября 2009   | - В XMB добавлено новое меню «Дополнительно» - Добавлен новый пункт «Digital Comics» (Функция доступна жителям Австралии, Германии, Испании, Франции, Ирландии, Италии, Новой Зеландии, Австрии, ЮАР, Великобритании и США). - Добавлен новый пункт «TV» (Кроме PSP-1000) (Только для Японии) - Фото - Добавлена возможность импортировать списки воспроизведения из приложения Media Go или PlayStation 3. - Видео - Добавлена возможность импортировать списки воспроизведения из Media Go. |
| 6.10   | 1 октября 2009   | - Общее - Улучшена связь PSP с Media Go. - Музыка - Добавлена программа SensMe™ channels — альтернативный проигрыватель с поддержкой плей-листов (устанавливается отдельно). - Добавлена поддержка импорта плей-листов из Media Go. - Игра - В опции игры добавлен пункт «Обновление» - PlayStation Network - В качестве конечного пункта сохранения для материалов, загружаемых в PlayStation Store, была добавлена Memory Stick. - В PlayStation Store появился новый раздел игр «minis». В этом разделе можно приобрести мини игры. Особенности этой версии, только для PSP-N1000: - Настройки - В меню «Настройки сети» добавлен профиль «Dial-up Networking (DUN)» в качестве одного из поддерживаемых профилей Bluetooth. |
| 6.00   | 10 сентября 2009 | - Настройки - Меню «Сетевое обновление» переименовано в «Обновление системы». - В меню «Обновление системы» добавлено 2 пункта «Сетевое обновление» и «Обновление с носителя информации». - В меню «Настройки темы» в пункт «Цвет» добавлено 3 цвета (Только для PSP-200X и PSP-300X). - Игра - Игры на карте памяти группируются и отображаются в папках по сроку действия. - Сеть - Обновлена безопасность в браузере. - Общее - Изменена пиктограмма папки. |

### Пятая версия
| Версия | Дата выхода     | Описание |
| ------ | --------------- | --- |
| 5.70   | 1 октября 2009  | Исходная прошивка для PSP go. Обновиться на эту прошивку нельзя. Она была установлена на первые версии PSP go и на PSP-3000 с материнской платой TA-093. Особенности этой версии, только для PSP go: - Общее - Добавлено подключение к интернету через Bluetooth. - Настройки - В меню «Настройки системы» добавлено подменю «Параметры закрытия экранной панели». - В меню «Настройки темы» изменен внешний вид темы на «Обычный». - В меню «Настройки сети» добавлен профиль «Dial-up Networking (DUN)» в качестве одного из поддерживаемых профилей Bluetooth. |
| 5.55   | Неизвестна      | Замечена на выставке PSP Demonstration Units в Japan Expo 7 июля 2009 года. Распространяется только на UMD. Прошивка была установлена на PSP стенды с игрой Soulcalibur Broken Destiny. Известно что игра G.I. Joe: The Rise of Cobra несёт с собой на диске прошивку 5.55, которую невозможно вытащить из образа с помощью UMDGen. - Улучшена защита системы. |
| 5.51   | 11 июня 2009    | - Общее - Повышена стабильность работы системы. |
| 5.50   | 21 апреля 2009  | - Общее - Добавлена поддержка под-папок в категориях Музыка, Фото и Видео; - В XMB добавлена «Информационная панель» (см. ниже «Доска объявлений»); - Настройки - Добавлена новая полноэкранная ЙЦУКЕН клавиатура (для включения надо нажать Select во время ввода); - Фото - Убрана поддержка формата TIFF (с целью полностью искоренить возможность для соответствующих эксплоитов); - Игра - Добавлен пункт «Поиск в Интернете» (поиск осуществляется с помощью Google); - Сеть - Во встроенный браузер добавлена пиктограмма «Поиск в Интернете» (поиск осуществляется с помощью Google); - Во встроенный браузер добавлены trial-версии продукции от Trend Micro: - Trend Micro Web Security; - Trend Micro Родительский Контроль; - PlayStation Network - В Playstation Store теперь можно заходить без регистрации, но только в ознакомительных целях; - Уменьшено требуемое место на карте памяти для загрузки контента (раньше требовалось в 2 раза больше места); - Добавлен пункт «Доска объявлений» — текстовый RSS c последними заголовками сайта ru.playstation.com/psp/. При выборе заголовка откроется браузер с мобильной версией этого сайта; - В PlayStation®Store добавлена возможность автоматического входа; - В PlayStation®Store появилась функция «Загрузить все». |
| 5.05   | 19 февраля 2009 | Распространяется только на японском UMD с игрой The Idolm@ster SP: Wandering Star - Изменения неизвестны, но есть несколько слухов относящихся к The Idolm@ster: - Игра использует интерфейс PlayStation Store. Говорят, что «The Idolm@ster» — первая игра, использующая его. - В игру добавлена поддержка наград и трофеев PlayStation Home. Это слух, который прошёл в связи с ложным сообщением некоторых сайтов о том, что награды в PlayStation Home будут зависеть от результатов в игре. - Добавлена новая защита от копирования, которая предотвращает запуск образа диска на Custom прошивке. |
| 5.03   | 20 января 2009  | - Общее - Повышена стабильность работы системы. - Игра - Закрыта уязвимость в игре Gripshift приводящая к переполнению буфера. |
| 5.02   | 20 ноября 2008  | - 1Seg - Обновлены каналы Такада, Нигата и Кога, Шига (только в японской версии); - PlayStation Network - Повышена стабильность работы системы в PlayStation Store. Только для PSP-3000: - Настройки - В подменю «Настройки темы» изменены цвета оформления заднего фона; |
| 5.01   | 22 октября 2008 | - PlayStation Network - Устранён баг PlayStation Store с картами памяти на 8 и 16 ГБ, из-за которого появлялось сообщение «Не хватает свободного места» при скачивании контента. |
| 5.00   | 15 октября 2008 | Первая прошивка поддерживающая 3 версии консоли — PSP-10XX, PSP-20XX Slim&Lite и PSP-30XX - В XMB добавлено новое меню «PlayStation Network»; - Настройки - В подменю «Настройки системы» добавлен пункт «Автоматическое соединение USB» при подключении кабеля; - В подменю «Настройки темы» добавлена новая тема оформления (изменился дизайн заднего фона); - В подменю «Настройки видео» добавлен пункт «Отображение названия» видеозаписи; - В подменю «Настройки Энергосбережения» добавлен пункт «Автоматическое приспособление подсветки», в зависимости от времени; - Добавлена новая полноэкранная QWERTY клавиатура (для включения надо нажать Select во время ввода); - При работе от батареи можно использовать более яркую подсветку, которая на предыдущих прошивках была доступна только при работе от сети; - Музыка - Появился таймер автоматического отключения; - Видео - Добавлена поддержка нового формата видео — MPEG-4/AVC (H.264) Video Main Profile (AVC CABAC) с разрешением 640×480 пикселей; - PlayStation Network - Добавлен пункт PlayStation Store; - Добавлен менеджер аккаунтов; Только для PSP Slim&Lite: - Настройки - Улучшена функция вывода видеоданных из ПО на телеэкран.                                                                         |

### Четвёртая версия
| Версия | Дата выхода     | Описание |
| ------ | --------------- | --- |
| 4.21   | 5 декабря 2008  | Обновиться на эту прошивку нельзя. Она была установлена на версию консоли в комплекте с игрой Ratchet & Clank Entertainment Pack PSP-3000, который продавался в Северной Америке. Также она была установлена PSP-3000 с цветом Silver R&C Bundle, а позднее на PSP всех регионов и расцветок по всему миру. - Фото - Исправлен баг в Libtiff. |
| 4.20   | 13 октября 2008 | Исходная прошивка для PSP-3000. Обновиться на эту прошивку нельзя. Она была установлена на первые версии PlayStation Portable (PSP-3000) поступившие на рынок. - Настройки - В подменю «Настройки системы» добавлен пункт «Автоматическое соединение USB» при подключении кабеля; Особенности этой версии, только для PSP-3000: - Настройки - В подменю «Подключение дисплея» добавлен пункт «Уменьшение мерцания»; - В подменю «Подключение дисплея» добавлен пункт «Подавление Шума»; - В подменю «Настройки системы» добавлен пункт «Цветовое пространство». |
| 4.05   | 14 июля 2008    | - Музыка - Добавлен новый визуалайзер; - Сеть - Добавлена возможность просмотра и скачивания роликов из PlayStation Store (временно для США версии); Только для японской версии PSP Slim&Lite: - Сеть - Добавлен планировщик для записи ТВ-сигнала с помощью 1Seg тюнера (до 8 программ); - Можно настроить целый ряд программ для записи с помощью 1Seg тюнера; - Теперь можно записывать ТВ-сигнала без необходимости просмотра. |
| 4.01   | 26 июня 2008    | - Видео - Было улучшено воспроизведение для некоторых типов файлов; - Сеть - Исправлены проблемы, связанные с поиском в интернете на некоторых языках. |
| 4.00   | 18 июня 2008    | - Сеть - Добавлен пункт «Поиск в Интернете» (поиск осуществляется с помощью Google, предыдущие значения запоминаются в историю); - Видео - Добавлена возможность просмотра видео с убыстренной или замедленной скоростью; - Добавлена поддержка субтитров. |

### Третья версия
| Версия | Дата выхода      | Описание |
| ------ | ---------------- | --- |
| 3.96   | 3 июня 2008      | Распространяется только на североамериканском UMD с игрой Hot Shots Golf 2 - Игра - Расширен список поддерживаемых PlayStation игр. |
| 3.95   | 8 апреля 2008    | - Игра - Расширен список поддерживаемых PlayStation игр; - Управление в играх для эмулятора PlayStation можно полностью настроить по своему усмотрению; - Сеть - Добавлена возможность завершать сеанс Remote Play с PS3 без выключения последней. |
| 3.93   | 18 марта 2008    | - Сеть - Добавлено 20 новых Интернет Радио станций; Только для PSP Slim&Lite: - Сеть - Появилась возможность совершать звонки через Skype (только в японской версии). |
| 3.90   | 30 января 2008   | - Игра - Расширен список поддерживаемых PlayStation игр; - Сеть - Добавлена поддержка Go!Messenger (Только в версии для Европы и России); Только для PSP Slim&Lite: - Сеть - Появилась возможность совершать звонки через Skype (кроме японской версии). |
| 3.80   | 18 декабря 2007  | - Музыка - Добавлен новый визуалайзер; - Видео - Добавлен поиск по эпизодам при просмотре видео; - Сеть - Добавлена возможность прослушивания Интернет-радио; - Добавлена возможность просмотра изображении и OPLM в RSS; - Добавлена возможность играть в PlayStation игры с компакт или жёсткого диска в PlayStation 3 помощью удалённого воспроизведения (Remote Play); - PlayStation Spot теперь доступна в BB Mobile Point (только в японской версии); Только для PSP Slim&Lite: - Сеть - Появилась возможность записывать телепередачи при наличии 1Seg тюнера (только в японской версии).                           |
| 3.73   | 29 ноября 2007   | Исходная прошивка для PSP Slim&Lite поступивших в продажу с материнской платой TA-085 v2 - Настройки - Повышена стабильность системы, включая проблему остановки UMD диска без продолжения загрузки. |
| 3.72   | 30 октября 2007  | - Игра - Расширен список поддерживаемых PlayStation игр. |
| 3.71   | 13 сентября 2007 | - Общее - Подкорректированы настройки для некоторых регионов (Например: убрана пиктограмма PlayStation Spot для некоторых регионов, кроме Японии); - Исправлена ошибка невозможности сетевого обновления. - Игра - Расширен список поддерживаемых PlayStation игр; |
| 3.70   | 11 сентября 2007 | Первая прошивка поддерживающая обе версии консоли — PSP-10XX и PSP-20XX Slim&Lite - Настройки - Поддержка тем оформления (в формате PTF); - Фото и Музыка - Можно смотреть фотографии в то время как играет музыка. - Видео - Добавлен поиск по эпизодам; - Последовательное воспроизведение в видео; - Битрейт видео увеличен с 768kbit/s до 2Mbit/s; - Сеть - Возможность назначить кнопки для дистанционного воспроизведения (Remote Play); - Добавлена пиктограмма PlayStation Spot (только в японской версии). |
| 3.60   | 5 сентября 2007  | Исходная прошивка для PSP Slim&Lite. Обновится на эту прошивку нельзя. Она была установлена на первые версии PlayStation Portable Slim&Lite поступившие на рынок с материнской платой TA-085. Особенности этой версии, только для PSP Slim&Lite: - Настройки - Добавлено подменю «Подключение дисплея» в связи с добавлением ТВ-выхода; - В подменю «Настройки системы» добавлен пункт «Зарядка через USB»; - В подменю «Тема» добавлены дополнительные цветовые варианты для XMB темы; - Данные с UMD кешируются в память PSP, для быстрой загрузки; - 1Seg - Добавлена поддержка 1Seg тюнера (только в японской версии). |
| 3.52   | 24 июля 2007     | - Настройки - Обновлена защита; - Игра - Расширен список поддерживаемых PlayStation игр. |
| 3.51   | 29 июня 2007     | - Настройки - Обновлена защита (убрана поддержка эксплоита Illuminati). |
| 3.50   | 31 мая 2007      | - Игра - Отключён лимит по скорости процессора, теперь игры могут работать под частотой 333Мгц вместо старых 222Мгц. - Сеть - Добавлена возможность использовать удалённое подключение к PS3 через интернет. - Добавлен руководство «RSS Channel Guide» в «RSS Channel». |
| 3.40   | 20 апреля 2007   | - Игра - Расширен список поддерживаемых PlayStation игр; - Удалена утилита сертификата; - Сохранения PlayStation игр теперь могут быть использованы и на PSP, и на PS3. |
| 3.30   | 28 марта 2007    | - Видео - Улучшена поддержка стандарта видео MPEG-4/H.264, разрешение видео теперь может быть 720×480, 352×480, и 480×272. - Сеть - Добавлена поддержка миниатюр для изображений каналов RSS и в папке с видео; - Появилась поддержка Хот-спот Wi-Fi (для пользователей в США предоставляется 6 месяцев бесплатного доступа к Интернету от сети T-Mobile. |
| 3.11   | 8 февраля 2007   | - Игра - Добавлена опция сброса для игр PlayStation One; - Сеть - Добавлено подменю «Portable TV™» (только в японской версии). |
| 3.10   | 30 января 2007   | - Настройки - Добавлена функция динамической нормализации звука; - Добавлена опция сбережения памяти; - Тайно удалена уязвимость в GTA и sceRegOpenRegistry. - Сеть - Добавлен пункт «PlayStation®Spot» (только в японской версии); |
| 3.03   | 20 декабря 2006  | - Фото - Добавлена возможность сохранения фото и видео полученного с камеры. - Игра - Расширен список поддерживаемых PlayStation игр; |
| 3.02   | 6 декабря 2006   | - Игра - Расширен список поддерживаемых PlayStation игр. |
| 3.01   | 22 ноября 2006   | - Игра - Расширен список поддерживаемых PlayStation игр. |
| 3.00   | 21 ноября 2006   | - Музыка - Добавлен новый визуализатор при проигрывании музыки. - Игра - Добавлена поддержка PlayStation One игр; - Сеть - Добавлено удалённое управление PlayStation 3 — Remote Play; |

### Вторая версия
| Версия | Дата выхода     | Описание |
| ------ | --------------- | --- |
| 2.82   | 26 октября 2006 | - Настройки - Обновлена защита. |
| 2.81   | 7 сентября 2006 | - Настройки - Добавлена поддержка карт памяти объёмом более 4 ГБ. - Фото - Закрыта уязвимость в libtiff; |
| 2.80   | 27 июля 2006    | - Настройки - Удалена уязвимость в sceKernelLoadExec, вместе с тем появилась уязвимость в sceRegOpenRegistry; - Сеть - Добавлена поддержка видео в RSS-потоке; - Обновление для LocationFree Player, добавлена поддержка AVC видео кодека. |
| 2.71   | 30 мая 2006     | - Игра - Добавлена поддержка скачанных демоверсий игр, через Веб-браузер. |
| 2.70   | 25 апреля 2006  | - Сеть - Добавлен Adobe Flash Player (6-я версия). |
| 2.60   | 29 ноября 2005  | - Сеть - Добавлена поддержка аудио в RSS-потоке. |
| 2.50   | 13 октября 2005 | - Настройки - Добавлен пункт «Установить время через Интернет» в меню Настройки даты и времени → Дата и время; - Добавлена поддержка WPA (AES) в меню Настройки сети; - Добавлен Корейский режим ввода на экранной клавиатуре. - Видео - Добавлена поддержка файлов с защитой от копирования; - Сеть - Добавлен LocationFree Player; - Добавлены Авто-выбор кодировки и Unicode (UTF-8) кодировка в браузер; - Добавлены Параметры Размер шрифта и Режим отображения в браузер; - Добавлена история ввода форм в браузер; |
| 2.01   | 3 октября 2005  | - Настройки - Закрыта уязвимость переполнения буфера при просмотре изображений в формате TIFF. Как выяснилось позднее, уязвимость всё же осталась в прошивке вплоть до версии 5.03 (в 5.50 она была «прикрыта» за счёт исключения поддержки формата TIFF). |
| 2.00   | 1 сентября 2005 | Была установлена на первые консоли выпущенные на рынок Великобритании - Настройки - Добавлен корейский язык; - Добавлен пункт Настройки Системы → Набор символов; - Добавлен пункт Настройки темы; - Добавлен пункт Настройки безопасности → Управление запуском веб-браузера; - Добавлена поддержка WPA-PSK в меню Настройки сети; - Добавлена раскладка ввода веб-адреса на экранной клавиатуре. - Фото - Добавлена функция установки обоев; - Добавлена функция передачи изображений через Wi-Fi; - Добавлена поддержка TIFF, GIF, PNG и BMP; - Музыка - Сочетание SonicStage версии 3.2 (или выше) и PSP с прошивкой 2.00 (или выше) позволило воспроизводить файлы формата ATRAC3 Plus; - Добавлена поддержка аудиокодека MPEG-4/AAC (для музыки, сохранённой на Memory Stick Duo); - Видео - Добавлено соотношение сторон экрана 4:3 (для видео, сохранённого на Memory Stick Duo); - Добавлена функция перехода (для UMDVIDEO и UMDMUSIC); - Добавлена функция повтора A-B (для UMDVIDEO, UMDMUSIC и видео, сохранённым на Memory Stick Duo); - Добавлены аудиоопции (для видео, сохранённого на Memory Stick Duo); - Добавлен формат MPEG-4/AVC (для видео, сохранённого на Memory Stick Duo); - Сеть (Пункт впервые появился только в этой прошивке) - Добавлен интернет-браузер; |

### Первая версия
| Версия | Дата выхода     | Описание |
| ------ | --------------- | --- |
| 1.52   | 15 июня 2005    | - Настройки - Улучшена безопасность; - Музыка - Добавлена поддержка музыки на UMD. |
| 1.51   | 18 мая 2005     | - Настройки - Закрыта уязвимость, которая позволяла на 1.50 запускать неподписанные программы.                                                                                                |
| 1.50   | 24 марта 2005   | Была установлена на первые консоли выпущенные на рынок США - Настройки - Добавлена поддержка других языков; - Добавлена проверка кода на подлинность. - Видео - Поддержка новых видеокодеков; |
| 1.00   | 12 декабря 2004 | Была установлена на первые консоли выпущенные на рынок Японии - Самая первая версия; - Отсутствует проверка контента на подлинность.                                                          |

## Модифицированные прошивки
- Текущая версия custom-прошивки — 6.60 PRO-C2/6.61 PRO-C2 и 6.60 ME-2.3/6.61 ME-2.3.
- Текущая версия виртуальной custom-прошивки —6.60 PRO-C2/6.61 PRO-C2 и 6.60 LME-2.3/6.61 LME-2.3.

Альтернативой официальной являются модифицированные прошивки (англ. Custom firmware, CFW). В них помимо использования стороннего софта, homebrew, возможен запуск образов игр для PSP и PS1 и UMD-видео с карты Memory Stick, подключение плагинов работающих в фоне (в том числе открывающих читерство). Также у пользователя появляется возможность откатывать прошивку, заменить XMB на другую оболочку или применить к нему более сложную тему оформления. 
Нижеперечисленные версии прошивок являются плодами трудов хакера Dark AleX'а, который выпускал свои прошивки (до прошивки 3.40 OE-A включительно) под своим именем — М33 (от 3.51 М33 и выше), и только при выпуске прошивки 3.71М33 он раскрыл все карты; существуют и другие альтернативные версии прошивок, однако они не имеют широкого распространения.
- 2.71 SE — объединяет в себе части оригинальных прошивок 1.50 и 2.71, что позволяет полноценно запускать программы от неофициальных разработчиков (HomeBrew). Кроме того, Custom-прошивки имеют встроенное меню восстановления (Recovery Menu), позволяющее восстановить прошивку после неудачной попытки изменить её. Версия 2.71SE-B сделала возможным запуск игр с карты памяти, а не UMD, что ускоряет загрузку и увеличивает время работы на батарее. В 2.71SE-C появилась возможность подгружать плагины с карты памяти (ранее это было возможно только из внутренней флэш-памяти PSP), причём плагины выполняются вместе с игрой или оболочкой консоли.
- 3.02 OE — Сочетает все преимущества прошивки 3.02 с частями ядра 1.50, позволяющими полноценный запуск неофициальных программ. В комплекте с 3.02OE-B появилась программа popstation, конвертирующая ISO образы игр PlayStation для запуска их с карты памяти на PSP. В дальнейших ревизиях конвертер научился сжимать файлы игр и снимать с них защиту, делая таким образом ненужным файл KEYS.BIN.
- 3.03 OE — Улучшения программы «popstation», а также новые особенности официальной прошивки 3.03 (большая совместимость с играми PS One), сняты ограничения на битрейт видеофайлов MPEG-4/AVC в формате 3GP разрешением 480×272[26].
- 3.10 OE — Улучшения в «popstation» и работе эмулятора PS One. Возможность использовать максимальный, четвёртый уровень яркости экрана при работе от батареи. С помощью плагинов возможен доступ к любым функциям PlayStation Network из разных версий прошивок. В силу изменений в прошивке, функция «Location Free Player» неработоспособна, также удалена поддержка корейского языка (хотя существует способ снова установить их).
- 3.30 OE — Устранена ошибка с нестабильностью работы прошивки 3.10 OE после выхода из режима «сна». Создана защита от загрузки модулей из более поздних прошивок.
- 3.40 OE — Устранена ошибка, приводящая к записи данных в случайные адреса памяти консоли. При неудачном стечении обстоятельств это могло привести к поломке PSP. Переделана функция Autoboot, неработавшая с версии 3.03OE. В код прошивальщика добавлены проверки, предохраняющие от прошивки консоли неверной версией файла DATA.DXAR.
- 3.51 M33 — Появилась 15 июля и является первой прошивкой, созданной Dark_AleX’ом под маской «команды русских и украинских хакеров M33». Включает в себя возможности всех предыдущих альтернативных прошивок, но также может через встроенный загрузчик ISO проигрывать игры, требующие прошивку 3.51.
- 3.52 M33 — Появилась через день после релиза официальной прошивки сони. — Прошивка теперь использует ядро 3.52. — M33 NO-UMD: решена проблема с Simple 2500 Series Portable, The IQ Cube. — Решена проблема с Go!Cam, GPS и sceKernelLoadExecVSH* в хомбрю. — Восстановлена поддержка официальных PSX игр из PSN. (Раньше, в 3.51 М33 и ОЕ они не работали…)
- 3.60 M33 — Специальная версия прошивки для Slim версии приставки созданная на базе 3.52 М33 для «толстой» PSP, включает в себя все возможности оригинальной версии, кроме поддержки ядра 1.50, так как оно не работает на новом железе. Для установки впервые используется не ошибка в ядре, а «Пандора-батарейка»(Pandora Battery).
- 3.71 M33 — Прошивка, при выпуске которой Dark_AleX раскрыл все карты относительно команды М33, которая оказалась лишь прикрытием для создателя всех предыдущих прошивок ОЕ и М33. Таким образом, все прошивки (начиная с 2.71 SE) с приписками SE, OE и M33 являются работами одного человека. Данная прошивка подходит для Slim и для обычной версии консоли. Изменения — VSH меню теперь вызывается не на кнопку «Home», а на кнопку «Select», так как кнопка «Home» в новой прошивке в XMB будет использоваться чаще. Для PSP Slim: UMD Cache модуль выключен, до тех пор, пока он не сможет разместить больше памяти, только тогда, когда запущено homebrew. Обе версии PSP (обычная и Slim) теперь загружаются только из 3.XX IPL, и теперь не зависимы от 1.50 (для обычной PSP вскоре был выпущен патч, позволяющий запускать приложения, использующие ядро 1.50). 12 декабря 2007 года было выпущено обновление 3.71 M33-4, после установки которого появлялась возможность нормального использования многодисковых PSX-игр благодаря обновлённому popsloader’у, работающему только с многодисковыми играми.
- 3.80 M33 — Новая прошивка от хакера Dark_AleX’a. В прошивку была встроена очень интересная функция — возможность обновлять Custom-прошивку через меню «Сетевое Обновление». Если отключить эту функцию (отключить можно в Recovery Menu) то через меню «Сетевое Обновление» будут скачиваться официальные прошивки от Sony. Устранено несколько ошибок связанных с ядром прошивки. Теперь при форматировании flash1 приставки через Recovery Menu все каталоги в flash1 будут создаваться автоматически. Установка 5 патча позволит отключать в Recovery Menu иконки PIC0.PNG и PIC1.PNG у игр, находящихся на карте памяти (но не на UMD). Установка прошивки возможна только поверх прошивки 3.52 M33 с третьим патчем (3.52 M33-3) или выше.
- 3.90 M33 — Прошивка от Dark_AleX’а, которую он выпустил на следующий день после выхода официальной прошивки 3.90. Были исправлены баги в March33 NoUMD, решены проблемы с корректировкой IDStorage ключей, добавлен код для загрузки 390.PBP из интернета при помощи WiFi.В М33-3 была исправлена ошибка в драйвере бездисковой (NO-UMD) игры M33, делая его в итоге столь же функциональным, как и Sony NP9660.
- 4.01 M33 — В прошивке собраны все последние изменения официальных прошивок, а также исправлены мелкие баги: vshmenu не позволяло использовать режим камеры, когда использовался camera_plugin при нажатии кнопки select. Теперь vsh меню не загружается когда используется камера. Рекавери меню теперь можно перевести, смотрите ниже. Перевод на испанский включен в релиз. Обновлён M33 SDK с новыми функциями и примерами и выпущен набор psp-packer для компрессии prx’s и PBP’s в ~PSP формат. Папка для хомбрю приложений в 4.01 и выше будет называться GAME4XX и не требует обновлений.
- 5.00 M33 — последняя прошивка от Dark_AleX’a. Папка для хомбрю приложений в 5.00 и выше будет называться GAME5XX и не требует обновлений, в 5 обновлении появилась функция ускорения карты памяти, что позволяет запускать образы с увеличенной скоростью, и появилась ошибка при её использовании, через 12 минут Dark_aleX выпустил 6 обновление, закрывающее эту ошибку

Другие прошивки сторонних разработчиков
- 3.72 HX — Прошивка, созданная французской командой HX, на основе прошивки от Dark_AleX и новой версии прошивки от Sony 3.72. Никаких изменений не замечено. Имеется поддержка ядра 1.50 для старой версии PSP (FAT).
- 3.73 HX-1 — Все возможности прошивки 3.73

Исправлен баг с отображением повреждённых данных в меню «ИГРА».
Новый IPL для PSP и PSP Slim
- 3.93 — Безымянная прошивка от французского разработчика Miriam, основанная на ядре 3.93. Добавлена возможность скрыть MAC адрес в меню «Сведения о системе». Возможность перевести аккумулятор в Пандора-режим из Рекавери меню. Возможность создать Save Game в незашифрованом виде, что позволяет перенести его на другую PSP с другой прошивкой и запустить его. Но самой изюминкой прошивки стала возможность запускать Recovery-меню из XMB, вносить изменения и сразу же наблюдать результат.
- 3.95 GEN — Прошивка от французского разработчика Miriam, не несущая никаких изменений кроме ядра 3.95.
- 5.01 TDP-1 — Выпущена командой ToDoPSP Team.
- 5.02 XFC — Переделанная Xiaofei Chong прошивка M33, которая не умеет запускать ISO и CSO образы дисков.
- 5.02 GEN-A — Прошивка от французского разработчика Miriam.
- 5.03 TDP-3 — Прошивка от TodoPSP team.
- 5.03 GEN-A (Full) — Виртуальная прошивка для «непрошиваемых» PSP 2000 и 3000 с OFW v.5.03 от французских разработчиков PSPGEN.COM, её особенность в том, что она загружается с помощью эксплойта Chicken HEN и остается в памяти до тех пор, пока приставка не будет полностью перезагружена. Это первая публично доступная прошивка, позволяющая запускать игры из сохранённых образов ISO и CSO на PSP серии 3000.
- CFWe — (сокращение от Custom FirmWare Enabler) виртуальная прошивка от испанских программистов Xenogears и Becus25 на базе модулей 5.00 M33. Как и GEN-A, использует для загрузки эксплойт ChickHEN для прошивки 5.03 и требует повторной загрузки после «холодного» старта приставки. Начиная с версии 3.01 работает на «непрошиваемых» PSP 2000 и 3000.
- 5.03 MHU — виртуальная прошивка от Becus25 и Xenogears (новой команды M33/MHU) на основе 5.00 M33-6 для эксплойта ChickHEN прошивки 5.03, требует повторной загрузки после «холодного» старта приставки. Изначально называлась 5.03 M33 . Получила название при релизе CFE 3.50
- 5.50 GEN-A — Кастомная прошивка. Имеет все возможности официальной прошивки 5.50, а также запуск ISO, CSO и homebrew,PSX.
- 5.50 GEN-B — Прошивка, исправляющая некоторые баги в прошивке 5.50 GEN-A.
- 5.50 GEN-B2 — Прошивка, исправляющая некоторые ошибки в прошивке 5.50 GEN-B.
- 5.50 GEN-C — Прошивка исправляющая некоторые ошибки в прошивке 5.50 GEN-B-2.
- 5.50 GEN-D — Прошивка исправляющая ошибку с просмотром видео формата AVC и доступом в интернет через протокол WPA-PSK (TKIP)
- 5.50 GEN-D2 — Прошивка исправляющая интернет соединение в играх (GTA: Chinatown Wars и т. д.) и вывод картинки при игре в GTA:CW на телевизор.
- 5.50 GEN-D3 — Прошивка, которая позволяет запускать все вышедшее на тот момент игры (от OFW 6.10), плюс появляется ускорение памяти (которое даёт незначительный прирост скорости).
- 5.50 U3R-1 — Кастомная прошивка от разработчика U3-Robot, которая по его словам, превосходит 5.50 GEN-A.
- 5.50 U3R-2 — Второй релиз 5.50 кастомной прошивки от разработчика U3-Robot.
- 5.50 MHU — Кастомная прошивка от MHU. Основана на 5.50 GEN-B. На прошивке 5.50 MHU не работает бездисковый режим Sony NP-9660, но второй по предпочтительности вариант — М33 Driver, запускается без проблем.
- 5.03 TDJ-A — Новая виртуальная прошивка для непрошиваемых psp. По сути, это та же 5.03 GEN-A только с устранёнными багами и с кое-какими косметическими изменениями.
- 5.03 GEN-B — Нововведением прошивки 5.03GEN-B является то, что она способна запускать игры требующие прошивку выше чем 5.03 В том числе и игры защищённые от Custom Firmware
- 5.03 GEN-C — Очередная прошивка от команды GEN. В основном это та же 5.03 GEN-B только с возможностью запускать игры с прошивкой выше чем 6.10. В том числе и игры защищённые от Custom Firmware (Naruto Narutimate Acel 3).
- 5.50 Prometheus-3 — Прошивка от Hrimfaxi. Главное нововведение это запуск игр от прошивки 6.31 без каких-либо патчей. То есть теперь можно можно использовать чистые образы или играть с UMD.
- 5.50 Prometheus-4 — Прошивка от Hrimfaxi. Главное нововведение это запуск игр от прошивки 6.31 без каких-либо патчей. То есть теперь можно можно использовать чистые образы или играть с UMD. Последняя прошивка Hrimfaxi.
- 6.20 TN-A  — Первая версия HEN для 6.20 от Total Noob из команды GEN. Позволяет запускать хоумбрю и образы (через их загрузчик). Присутствует VSH меню, есть поддержка плагинов.
- 6.20 TN-B  — Вторая версия HEN от Total Noob. В ней повышена стабильность, кроме того, с этой прошивки возможен даунгрейд на любую другую, но не ниже тех, которые первоначально устанавливались на консоли (к примеру, 4.21 для PSP-300x). Обладает всеми возможностями первой версии.
- 6.20 TN-C  — Третья версия. У PSP 2000, 3000 и GO больше памяти, чем PSP 1000 (64 МБ). Но их использование было «заблокировано». Теперь доступна. Возможность пользоваться онлайн-играми. Возможность обновить HEN через Network Update. Исправлена ошибка с Digital Comics. Исправлена ошибка с VSH меню. Теперь, когда частота процессора устанавливается по умолчанию, изменение будет эффективным. Функция Fake INDEX.DAT была удалена из меню TN-С, но остается активным. HEN подписан. Это значит, что вам не нужно больше пользоваться Patapon 2, чтобы активировать режим HEN. Просто запускайте его непосредственно из XMB.
- 6.20 TN-D  — Добавлена возможность запуска PSX игр.
- 6.20 TN-E  — Добавлена возможность получить доступ к flash0, flash1, flash2, flash3 и UMD через USB, добавлена опция «TN Settings», добавлена защита паролем консоли при запуске, добавлена поддержка мульти-дисков PSX, добавлена возможность скрывать иконку HEN в меню игра.
- 6.35 PRO-A  — Виртуальная прошивка от Hrimfaxi. Позволяет запускать хоумбрю. Присутствует VSH меню, есть поддержка плагинов.
- 6.35 PRO-A1  — Запускается из XMB и добавлена функция Reset VSH в VSH Menu. Исправлено несколько ошибок.
- 6.35 PRO-A2  — Возможность запуска образов игр без ISOLoader’а. Расширенное VSH меню, стабильный запуск homebrew игр, разблокировано 55 МБ памяти для всех PSP, кроме FAT. Встроенные NP9660 и M33 Driver. Поддержка version.txt в папке /seplugins/.
- 6.35 PRO-A3  — Исправлены ошибки, добавлено автоматическое чтение OPNSSMP.
- 6.35 PRO-A4  — Была добавлена возможность запуска PSХ игр.
- 6.35 PRO-B  — Добавлена полная поддержка PSX (то есть теперь идут как скачанные с PSN, так и «самопальные»). Обновлено Recovery Menu.
- 6.35 PRO-B2  — Владельцы PSPgo теперь могут возобновить игру после использования функции «Приостановить игру» в PS1-играх и использовать новую опцию в Recovery Menu для предотвращения удаления SaveState, добавлен пункт Recovery Menu в VSH Меню, добавлена новая опция в Recovery Menu для отключения аналогового джойстика, улучшенна совместимость с плагинами.
- 6.35 PRO-B3  — Появилась поддержка PSN, устранены ошибки с Debug Type I и II, добавлен пункт Toggle USB в Recovery Menu, исправлены некоторые ошибки.
- 6.20/6.35 PRO-B4  — Добавлен новый ISO драйвер «Inferno», номер версии из файла version.txt отображается в XMB, полная поддержка самопальных PS1-игр, улучшена совместимость с плагинами, добавлен «Родительский контроль» для ISO образов.
- 6.20/6.35 PRO-B5  — Исправлена проблема зависания на Inferno в Patapon, функция USB подзарядки, ошибка системного вызова реализации. Добавлена совместимость с Windows в version.txt, umd4homebrew патч, поддержка больше PSN-PSX игр.
- 6.20/6.35/6.39 PRO-B6  — Исправлена ошибка NoDRM в Dissidia Duodecim, ошибка с большим объёмом карты памяти, ошибка в драйвере Sony NP9660 и редкая ошибка при установке, приводящая к краху.
- 6.20/6.35/6.39 PRO-B7  — Исправлен опция NoDRM, улучшена совместимость игр с драйвером Inferno в играх GTA China Town, Corda2f и т. д., обновлён scePower_driver NID Resolver. Добавлены настройки сброса на обновление PRO, UMD VIDEO функция, Custom IPL Flasher для 6.39 PRO (1G, 2G прошиваемые платы), поддержка русских имен ISO файлов, ускоритель карты памяти и опция Кэш ISO (доступно в Inferno и NP9660).
- 6.20/6.35/6.39 PRO-B8  — Добавлена поддержка POPSloader, код обхода проверки на подлинность Idol Master SP. На PSPgo ISO кеш по умолчанию отключён и при включенном ISO-кэше выключается функция «Pause Game» из-за несовместимости, исправлена ошибка с выводом ISO фильмов.
- 6.20/6.35/6.39/6.60 PRO-B9  — Добавлена новая частота процессора: 166/83, поддержка видео UMD на PSP Go, совместимость с OFW 6.60. Исправлена ошибка с драйверами Inferno и Sony NP9660б, обновлены инструменты для расшифровки.
- 6.20/6.35/6.39/6.60 PRO-B10  — Добавлена поддержка перевода VSH и Recovery посредством txt, исправлены ошибки с UMD видео на PSP GO, FastRecovery стал быстрее, улучшена совместимость с играми, оптимизирован код.
- 6.37 ME  — Прошивка от разработчика neur0n.
- 6.38 ME  — Забросив 6.37 ME neur0n приступил к разработке 6.38 ME
- 6.39 ME  — Прошивка от neur0n, позволяющая входить в PSN без каких-либо плагинов.
- 6.39 TN-A  — Портированная версия от Total_Noob. Исправлены некоторые системные ошибки из предыдущих версий HEN, баги с зависанием на PSPgo (при соединении с флеш памятью). Добавлена поддержка плагинов, совместимые с прошивками 6.3x, поддержка запуска PS1 (POPS) игр.
- 6.60/6.61 LME-2.3  — виртуальная кастомная прошивки от neur0n.
- 6.60/6.61 ME-2.3  — Новейшая прошивка от neur0n.
- 6.20/6.35/6.39/6.60/6.61 PRO-C  — Новая прошивка от PRO.Исправлены некоторые проблемы с разлочкой оперативной памяти, Добавлена поддержка разблокирования полной памяти в PSP-играх, Онлайн-мануал PSP теперь ведёт на онлайн-мануал Прометеуса.

### Эксплоиты и Уязвимости
- Эксплоит в игре GripShift (американский релиз), позволяющий запускать некоторые homebrew из-за переполнения буфера во время загрузки сохранённой игры. Закрыто в 5.03.[27]
- В прошивке 5.03 обнаружен эксплойт названный ChickHEN, из-за которого при просмотре TIFF картинок PSP уходит в перезагрузку, после этого позволяет запустить не подписанные приложения. Например, так называемую «виртуальную прошивку», которая эмулирует модифицированную прошивку и открывает возможность использование плагинов и запуска игры с образов без вмешательства в файлы, находящиеся в flash0. Самые популярные виртуальные прошивки — это 5.03 GEN-C и CFE (Custom Firmware Enabler, последняя версия 3.60 устанавливает прошивку 5.03 MHU).
Также были выпущены модификации ChickHEN R2 mod2 и MHUSPEED v3, позволяющие запустить эксплойт при меньшем количестве попыток.[28] Нестабильность TIFF-эксплойта связана с тем, что успешное срабатывание эксплойта основано на жёсткой адресации памяти, но в современных прошивках PSP сделано так, что адреса ячеек памяти меняются практически случайным образом. Эксплойт закрыт в прошивке 5.50.
- В прошивке 5.51 разрабатывался новый эксплоит для уязвимости в сетевой игре американской версии Medal of Honor: Heroes, обнаруженный KGSWS при игре по Ad-hoc. При совершении самоубийства появляется уязвимость для доступа к эксплойту. Данный эксплоит срабатывает и на прошивке 5.55[29]
- PSP разработчик Wololo нашёл эксплойт/ошибку в прошивке 6.00. При включении MP3 трека с очень длинным названием (wwwww…wwwwTPE1) — пример, PSP пытается проиграть его, но зависнет, и примерно через 1 минуту выключается.[30]
- Half-Byte Loader — эксплойт в демо-версии игры Patapon 2, который позволяет запустить homebrew. Работает на всех прошивках и моделях PSP, PSP GO в том числе. После выхода эксплоита, началась разработка среды HEN (от Total_Noob). 6.20 TN-A и TN-B (HEN) уже вышли и их можно свободно скачать в Интернете.
- Брешь в защите PSP и PS3 нашла команда fail0verflow. Можно подписать любую программу таким образом, что приставка будет принимать её за официальную. Таким образом пиратство на консоли стало проще, чем когда либо. Эту брешь возможно закрыть, но есть вероятность того, что старые игры при этом перестанут работать.